# Gurgum
Gurgum (assyrisch Bit Pa'alla) war ein  neo-hethitischer Stadtstaat in der Ebene von Maraş. Hauptstadt war Maqasi (heute Maraş).

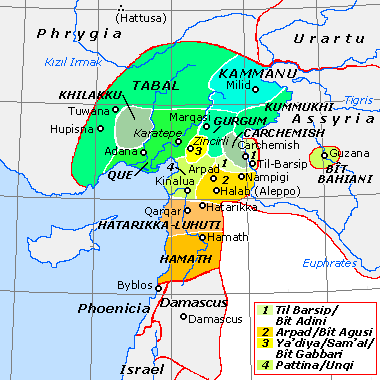
Lage von Gurgum innerhalb der späthethitischen Staatenwelt des 1. Jahrtausends v. Chr.

## Geschichte
Im ersten Regierungsjahr von Salmanasser III. (858 v. Chr.) war Gurgum Teil einer anti-assyrischen Koalition, die Sangara von Karkemiš, Haianu von Samʼal, Sapalulme von Unqi und Ahuni, Sohn des Adni, umfasste. Ahuni wurde bei Til Barsip geschlagen, und die assyrische Armee umging Karkemiš und überschritt den Euphrat bei Burmar'ana. Daraufhin ergaben sich Gurgum und Kummuḫ. Salmanasser nahm in Ina-Aššur-uttir-ebat den Tribut von Sangara, Karkemiš, Melid, Unqi und Gurgum entgegen, Silber, Gold, Blei, Kupfer und Kupfergefäße.
Tukulti-apil-Ešarra III. besiegte 743 v. Chr. ein Bündnis von Staaten, zu denen auch Gurgum gehörte. Der König von Gurgum war Tarḫulara.
Im Jahre 711 v. Chr. eroberten die Assyrer Gurgum und verleibten es als Provinz ihrem Reich ein.

## Herrscher
Ein Torlöwe (Maraş 1) in späthethitisch-assyrischem Stil (Späthethitisch III nach Orthmann, späthethitisch IIIa nach Hawkins oder jungspäthethitisch nach Akurgal) trägt eine Hieroglyphen-Inschrift mit der Genealogie des Königs Halparuntiya III.
Eine Stele (Maraş 8) gibt weitere genealogische Informationen. Außerdem werden einige Herrscher von Gurgum in assyrischen Texten erwähnt, die Gleichsetzung ist im Fall von Larama/Palalam jedoch nicht völlig sicher. Porter bezweifelt jedoch, ob es sich in jedem Fall um eine Vater-Sohn Beziehung handelt und hält auch eine Thronfolge durch Brüder für möglich.
| Name              | Synchronismus mit Assyrien           | Datierung                              | Anmerkungen                                                                                   |
| ----------------- | ------------------------------------ | -------------------------------------- | --------------------------------------------------------------------------------------------- |
| Astuwaramanza     | -                                    | spätes 11. Jahrhundert v. Chr.         | Maraş 8, unsicher, ob König                                                                   |
| Muwatalli I.      | -                                    | frühes 10. Jahrhundert v. Chr.         | Sohn von Astuwaramanza, Maraş 8, unsicher, ob König                                           |
| Larama I.         | -                                    | ca. 950 v. Chr.                        | Sohn von Muwatalli I.                                                                         |
| Muwizi            | -                                    | späteres 10. Jahrhundert v. Chr.       | Sohn von Larama I.                                                                            |
| Halparuntiya I.   | -                                    | früheres 9. Jahrhundert v. Chr.        | Sohn von Muwizi                                                                               |
| Muwatalli II.     | Mutallu, Salmanasser III.            | 858 v. Chr.                            | Sohn von Halparuntiya I.                                                                      |
| Halparuntiya II.  | Qalparunda, Salmanasser III.         | 853 v. Chr.                            | Sohn von Muwatalli II.                                                                        |
| Larama II.        | Palalam                              | späteres 9. Jahrhundert v. Chr.        | Sohn von Halparuntiya II., unter Adad-Nirari III. als Vater von Qalparunda erwähnt            |
| Halparuntiya III. | Qalparunda, Adad-nīrārī III.         | 803/805 bis ca. 800 v. Chr.            | Sohn von Larama II.                                                                           |
| Tarḫulara         | Tukulti-apil-Ešarra III., Sargon II. | 743 v. Chr., ca. 711 v. Chr./ 11. palu | Beziehung zu Halparuntija unklar, assyrische Quellen                                          |
| Muwatalli III.    | Mutallu, Sargon II.                  | ca. 711 v. Chr./11. palu               | assyrische Quellen: Sohn Tarhularas, tötet seinen Vater und wird von den Assyrern unterworfen |

Wilfried Orthmann schlug auf Grund kunstgeschichtlicher Kriterien ein anderes Schema vor, das den Löwen älter macht.